# Gene Theslof
Gene Theslof, död 1983, var en tyngdlyftare och konståkare av finländskt ursprung, verksam i USA. Han var på 1930-talet norskan Sonja Henies partner i konståkningsshower. Från 1942 var han gift med den svenska konståkaren Vivi-Anne Hultén. 1949 uppträdde för första gången tillsammans i showen Ice Capades.
Gene Theslof och Vivi-Anne Hultén fick en son, som också heter Gene Theslof (junior).